# Betty Heidler
Betty Heidler (Berlín Oriental, 14 d'octubre de 1983) és una atleta alemanya especialista en llançament de martell i ex-posseïdora del rècord mundial d'aquesta especialitat.
En el seu palmarès destaquen la medalla d'or en el Campionat Europeu d'Atletisme de 2010, la de plata en el Campionat Mundial d'Atletisme de 2011 i el bronze als Jocs Olímpics de Londres 2012.
Actualment viu a Frankfurt i és membre de l'equip d'atletisme de l'Eintracht Frankfurt. Treballa per a la Policia Federal Alemanya, on és membre del grup de suport a l'esport i va començar a estudiar Llicenciatura en Dret en la Fernuniversität Hagen en 2007.